# Rodolfo Mayer
Rodolfo Jacob Mayer (São Paulo, 4 de fevereiro de 1910 — Niterói, 1 de agosto de 1985) foi um ator brasileiro.

## Biografia
Estreou em 1927 fazendo radionovelas na Rádio Record e depois na Rádio Jornal do Brasil.
Trabalhou por mais de 60 anos, estreando no cinema na primeira versão da obra "A Escrava Isaura", nos anos 30 e em TV na novela "Os Quatro Filhos" de Jota Silvestre, na TV Excelsior, em 1965.
Ele foi um dos monstros sagrados do teatro brasileiro, atuando durante vinte anos no monólogo "As Mãos de Eurídice" de Pedro Bloch, com grande sucesso no Brasil e no exterior. Ele fez mais de quatro mil apresentações desse espetáculo.
Participou de mais de quatrocentas radionovelas, 110 peças de teatro, dezesseis filmes e 25 telenovelas. Foi casado com a atriz, também já falecida, Lourdes Mayer com quem teve dois filhos, Ricardo e Rodolfo.
Se aposentou após 56 anos de atividades artísticas e foi um dos fundadores da Associação dos Amigos do Teatro Municipal de Niterói - ATEM. Ele morreu em Niterói vítima de uma insuficiência respiratória.

## Filmografia

### No cinema

Rodolfo Mayer assina contrato para protagonizar Viagem aos seios de Duilia

| Ano  | Título                     | Personagem                 |
| ---- | -------------------------- | -------------------------- |
| 1929 | Escrava Isaura             | Jovem                      |
| 1931 | Casa de Caboclo            | Zé Caboclo                 |
| 1931 | O Mistério do Dominó Preto | Tenente Renato             |
| 1935 | Favela dos Meus Amores     | Roberto                    |
| 1937 | O Samba da Vida            | Rodolfo                    |
| 1938 | Tererê Não Resolve         | Rodolpho                   |
| 1938 | Maridinho de Luxo          | Amigo de Marcos            |
| 1939 | Está Tudo Aí               | —                          |
| 1939 | Onde Estás Felicidade?     | Paulo                      |
| 1941 | A Sedução do Garimpo       | Vilão espanhol             |
| 1948 | Obrigado, Doutor           | Dr. Maregal                |
| 1948 | Inconfidência Mineira      | Tiradentes                 |
| 1949 | O Homem que Passa          | Mário                      |
| 1955 | Leonora dos Sete Mares     | Ricardo                    |
| 1955 | Mãos Sangrentas            | —                          |
| 1964 | Viagem aos Seios de Duília | José Maria                 |
| 1972 | A Marcha                   | Xisto Bahia                |
| 1974 | O Signo de Escorpião       | Professor Alex - Escorpião |

### Atuação na televisão
| Ano  | Título                        | Personagem                    | Notas                           |
| ---- | ----------------------------- | ----------------------------- | ------------------------------- |
| 1965 | Os Quatro Filhos              | Dario                         |                                 |
| 1965 | A Grande Viagem               | Padre Lucas                   |                                 |
| 1966 | Redenção                      | Juvenal                       |                                 |
| 1968 | Legião dos Esquecidos         | Pierre                        |                                 |
| 1969 | Sangue do Meu Sangue          | Raposo                        |                                 |
| 1969 | Dez Vidas                     | —                             |                                 |
| 1970 | Mais Forte que o Ódio         | César                         |                                 |
| 1971 | Editora Mayo, Bom Dia         | Mayo                          |                                 |
| 1971 | Pingo de Gente                | Rodolfo Magalhães             |                                 |
| 1971 | Sol Amarelo                   | Xerife Tião                   |                                 |
| 1972 | Os Fidalgos da Casa Mourisca  | Dom Luís                      |                                 |
| 1972 | O Leopardo                    | Padre Júlio                   |                                 |
| 1972 | Quero Viver                   | João Evanfelista              |                                 |
| 1973 | Vendaval                      | Marcondes                     |                                 |
| 1973 | Vidas Marcadas                | Roberto Monteiro              |                                 |
| 1975 | Um Dia, o Amor                | Doutor Marcial                |                                 |
| 1975 | Teatro 2                      | Antenor                       | Episódio: "A Escada"            |
| 1975 | Teatro 2                      | Cardeal                       | Episódio: "A Ceia dos Cardeais" |
| 1976 | Xeque-mate                    | Doutor Arnaldo Lemos          |                                 |
| 1977 | Um Sol Maior                  | Giácomo Nerone/Mário D'Angelo |                                 |
| 1978 | João Brasileiro, o Bom Baiano | Barão                         |                                 |
| 1978 | O Direito de Nascer           | Bispo                         |                                 |
| 1979 | Dinheiro Vivo                 | Nonô                          |                                 |
| 1979 | Casa Fantástica               | —                             |                                 |
| 1980 | Cavalo Amarelo                | Maldonado                     |                                 |
| 1981 | Brilhante                     | Ernani Sampaio                |                                 |
| 1983 | Eu Prometo                    | Juiz                          |                                 |

## No Teatro[3]
- 1933 - O Maluco da Avenida
- 1933 - Mulher
- 1933 - Sansão
- 1933 - São Paulo SP
- 1933 - Era uma Vez um Lobo
- 1934 - Sexo
- 1935 - Deus
- 1935 - Histórias de Carlitos
- 1935 - O Divino Perfume
- 1935 - Longe dos Olhos
- 1937 - Uma Loura Oxigenada
- 1937 - O Hóspede do Quarto nº 2
- 1937 - O Gosto da Vida
- 1938 - Iáiá Boneca
- 1938 - O Maluco Número 4
- 1940 - Caxias
- 1940 - O Caçador de Esmeraldas
- 1940 - As Guerras do Alecrim e da Manjerona
- 1941 - A Casa Branca da Serra
- 1941 - Comédia da Vida Privada
- 1941 - Eu Gosto Dessa Mulher
- 1941 - Mulheres Modernas
- 1941 - Esquecer
- 1942 - O Homem que Não Soube Amar
- 1942 - A Dama das Camélias
- 1942 - Revelação
- 1942 - Ombro, Armas?
- 1942 - A Mulher sem Pecado
- 1947 - Divórcio
- 1948 - A Família e a Festa na Roça
- 1948 - Ele
- 1949 - Leonora
- 1949 - Morre um Gato na China
- 1950 - As Mãos de Eurídice
- 1950 - Chuva
- 1953 - Obrigada, Pelo Amor de Vocês
- 1957 - A Mulher sem Pecado
- 1960 - As Três Irmãs
- 1960 - Don João Tenório
- 1960 - Obrigada, Pelo Amor de Vocês
- 1960 - Blum
- 1962 - Três em Lua de Mel
- 1965 - As Feiticeiras de Salém
- 1966 - As Mãos de Eurídice
- 1967 - A Infidelidade ao Alcance de Todos
- 1983 - O Julgamento de Otelo